# Fokker C.X
Fokker C.X var ett dubbeldäckat, tvåsitsigt lätt spanings- och bombflygplan som konstruerades av den nederländska flygplanstillverkaren Fokker år 1933.  

## Bakgrund
Flygplanet konstruerades för den nederländska ostindiska kolonialarméns räkning för att ersätta det äldre flygplanet Fokker C.V. Man byggde sammanlagt 12 flygplan som dock snabbt kom att ersättas av amerikanska bombplan av typen Martin B-10. Vid den japanska invasionen fungerade de som skolflygplan och målbogserare. Liksom andra Fokkerflygplan vid denna tidpunkt var flygplanet byggt av blandat material; vingarna var av trä med stålbalksskelett, vars framkant var klätt med aluminiumplåt och stjärtfenan var dukbeklätt. Den prototyp som flög år 1934 var utrustad med en Rolls-Royce Kestrel II V-motor.
Det nederländska flygvapnet beställde 16 C.X-flygplan utrustade med Kestrel V-motor och fyra C.X-flygplan med Kestrel IIS-motorer. Dessa fyra utrustades senare med samma Kestrel V-motorer eftersom IIS-versionen inte var så tillförlitlig. 
Två flygplan såldes till de spanska republikanerna. 
När Tyskland ockuperade Nederländerna i maj 1940, verkade C.X-flygplanen som spaningsplan men de tvingades flyga mycket nära marken för att klara sig mot de tyska jaktplanen - detta flygsätt kallades för hu-bo-be (huisje-boompje-beestje, holländska för "hus-träd-djur"). Två flygplan lyckades fly till Frankrike efter Nederländernas fall.

## Användning i Finland
Det finländska flygvapnet köpte fyra Fokker C.X -flygplan år 1936 från Fokkers fabrik i Nederländerna. Den finländska flygplanstillverkaren Valtion lentokonetehdas byggde därtill 35 flygplan på licens mellan åren 1938 och 1942. Flygplanen användes både under vinter- och fortsättningskriget i olika spaningsförband ända till år 1944 då snabbare flygplan ersatte C.X-utrustningen.
Sju flygplan överlevde kriget och de togs successivt ur bruk. Det allra sista flygplanet, FK-111, som fungerade som målbogseringsplan, havererade i en skog i Mälsor i Korsholm  den 21 januari 1958 och besättningsmännen (fänrikarna Aimo Allinen och Antti Kukkonen) fick sätta livet till.

## Användare
- Finland
- Nederländerna
- Nederländska Ostindien